# Ламбрехт, Кристина
Кристина Ламбрехт (нем. Christine Lambrecht; род. 19 июня 1965, Мангейм) — немецкий политический и государственный деятель. Член Социал-демократической партии Германии (СДПГ). Министр юстиции и защиты прав потребителей Германии (2019—2021). Министр по делам семьи, пожилых граждан, женщин и молодёжи Германии (2021). Министр обороны Германии (8 декабря 2021 — 16 января 2023).

## Биография
В 1984 году Ламбрехт окончила гимназию Альберта Великого в Фирнхайме и затем изучала право в Мангеймском и Майнцском университетах. В 1992 году сдала первый государственный экзамен и стажировалась в районном суде Дармштадта. Окончила аспирантуру со степенью магистра администрирования в Высшей школе государственного управления в Шпайере и в 1995 году сдала второй юридический государственный экзамен. С 1992 по 1998 год являлась доцентом профессиональной академии коммерческого и корпоративного права в Мангейме, одновременно с 1995 года занималась частной адвокатской практикой в Фирнхайме.
В 1982 году Ламбрехт вступила в СДПГ и на первых порах участвовала в местной политике. В 1998 году избрана в бундестаг от Южного избирательного округа Бергштрасе и позднее несколько раз переизбиралась. В 2009—2011 годах была официальным представителем партийной фракции, затем являлась заместителем её председателя.
В марте 2018 года при формировании четвёртого правительства Меркель после парламентских выборов 2017 года назначена парламентским государственным секретарём министра финансов Олафа Шольца.
27 июня 2019 года избранная в Европарламент министр юстиции Катарина Барли ушла в отставку, и её преемницей в кабинете стала Кристина Ламбрехт.
В сентябре 2020 года объявила об отказе от выдвижения своей кандидатуры на следующих выборах в бундестаг.
19 мая 2021 года, сохранив портфель министра юстиции, заняла также пост министра по делам семьи, пожилых граждан, женщин и молодёжи после вынужденной отставки Франциски Гиффай из-за скандала с плагиатом докторской диссертации.
8 декабря 2021 года приведено к присяге правительство Олафа Шольца, в котором Ламбрехт получила портфель министра обороны.
19 декабря 2021 года журнал Bild опубликовал интервью с Ламбрехт, в котором она в контексте опасений Запада относительно возможного нападения России на Украину высказалась за введение персональных санкций против президента Путина и его ближайшего окружения, заявив: «Те, кто несёт ответственность за агрессию, должны чувствовать личные последствия, например, что они больше не могут ездить на Парижские Елисейские Поля за покупками».
22 января 2022 года незамедлительно приняла рапорт об отставке командующего Военно-морскими силами Германии вице-адмирала Шёнбаха, публично заявившего, что Крым потерян для Украины навсегда.
9 апреля 2022 заявила, что возможности бундесвера по поставкам оружия Украине из своих резервов исчерпаны, и продолжение их возможно только в счёт новой продукции военной промышленности.
В сентябре выразила надежду, что военные успехи Украины в противостоянии с Россией приближают окончание войны и заявила, что Германия готова помогать Украине столько, сколько потребуется (также она заявляла, что безопасность Евросоюза обеспечивается на Украине). Тем не менее, Ламбрехт отказалась от поставок на Украину тяжёлой военной техники — танков «Леопард» или БМП «Мардер», мотивируя эту политику тем, что ни одна другая страна НАТО не передаёт Украине боевую технику подобного класса, а также отсутствием у самой Германии тяжёлых вооружений в количествах, достаточных для обеспечения её собственной безопасности после передачи некоторой её части Украине.
16 января 2023 года подала заявление об отставке с поста министра обороны в условиях давления на Германию со стороны партнёров по блоку НАТО с целью склонения её к поставкам тяжёлых вооружений Украине, что стало бы фундаментальным изменением многолетней оборонной политики страны. К причинам отставки пресса относит также провалы министра в связях с общественностью — в частности, заявление Ламбрехт в начале 2022 года о поставках 5000 касок на Украину как о сильном сигнале поддержки, полёт вместе с сыном на военном вертолёте во время отпуска и новогоднее поздравление украинскому народу на фоне берлинского фейерверка, когда она сказала, что война «связана со многими особыми впечатлениями» и «многими, многими встречами с интересными, необычными людьми».
По сообщению Reuters, её решение было связано с растущим давлением на Германию с требованиями увеличить военную поддержку Киева и растущего скептицизма по поводу её способности возродить вооруженные силы Германии. Было отмечено, что оборонные возможности Германии были поставлены под сомнение после того, как несколько БМП «Пума» были выведены из строя во время учений. Ламбрехт обвиняли в неспособности привести бундесвер в форму, несмотря на выделенный бюджет в размере 100 миллиардов евро.